# Stanislav Namașco
Stanislav Namaşco (Tiráspol, 10 de noviembre de 1986) es un futbolista moldavo que juega de portero en el F. C. Bălți de la División Nacional de Moldavia.

## Carrera
Inició su carrera en el FC Tiraspol en el año 2004, jugando 76 partidos. A mediados de la temporada 2007-08 de la Primera División de Moldavia fichó por el FC Sheriff Tiraspol, jugando 34 partidos además de que en las dos temporadas que jugó ganó la Primera División de Moldavia y la Copa de Moldavia dos veces. A mediados de la temporada 2009-10 de la Primera División de Moldavia se fue al Kuban Krasnodar ruso, en el que jugó sólo 2 partidos. En verano de 2011, fichó por el Spartak Nalchik, con el que todavía no ha jugado.

## Selección nacional
Debutó con Moldavia en 2007. Lleva 56 partidos jugados. En marzo de 2011 hizo un partido contra Suecia en el que, entre otras muchas cosas, paró un penalti de Zlatan Ibrahimović.

## Clubes
| Club                                 | País       | Año       |
| ------------------------------------ | ---------- | --------- |
| F. C. Tiraspol                       | Moldavia   | 2004-2008 |
| F. C. Sheriff Tiraspol               | Moldavia   | 2008-2010 |
| F. C. Kubán Krasnodar                | Rusia      | 2010-2013 |
| P. F. C. Spartak de Nalchik (cedido) | Rusia      | 2011      |
| Volgar Astrakhan                     | Rusia      | 2013      |
| Dinamo Auto Tiraspol                 | Moldavia   | 2013-2014 |
| AZAL PFC Baku                        | Azerbaiyán | 2014-2016 |
| Levadiakos F. C.                     | Grecia     | 2016-2018 |
| F. K. Dečić                          | Montenegro | 2018      |
| F. K. Zeta                           | Montenegro | 2018-2019 |
| Keshla F. K.                         | Azerbaiyán | 2019-2022 |
| F. C. Bălți                          | Moldavia   | 2022-     |

## Palmarés

### Títulos nacionales
| Título             | Club                   | País       | Año  |
| ------------------ | ---------------------- | ---------- | ---- |
| Divizia Naţională  | F. C. Sheriff Tiraspol | Moldavia   | 2008 |
| Copa de Moldavia   | F. C. Sheriff Tiraspol | Moldavia   | 2008 |
| Divizia Naţională  | F. C. Sheriff Tiraspol | Moldavia   | 2009 |
| Copa de Moldavia   | F. C. Sheriff Tiraspol | Moldavia   | 2009 |
| Copa de Azerbaiyán | Keshla F. K.           | Azerbaiyán | 2021 |